# Queen: The Singles Collection 2
A The Singles Collection 2 a brit Queen rockegyüttes 2009-ben, korlátolt példányban megjelent kislemez díszdobozos válogatása. Tartalmazza az együttes 1979 és 1984 között megjelent 13 kislemezét, mind külön lemezen, újrakeverve. Pár olyan dal is megjelent a sorozatban, amely sosem került még fel CD lemezre (például az 
A Human Body a Soul Brother és az I Go Crazy). Az élőben felvett dalok a Live Killers albumról származnak.

## A dalok
| Első lemez - Love of My Life (élő) - Now I’m Here (élő) Második lemez - Crazy Little Thing Called Love - We Will Rock You (élő) Harmadik lemez - Save Me - Let Me Entertain You (élő) Negyedik lemez - Play the Game - A Human Body Ötödik lemez - Another One Bites the Dust - Dragon Attack Hatodik lemez - Flash’s Theme - Football Fight Hetedik lemez - Under Pressure - Soul Brother | Nyolcadik lemez - Body Language - Life Is Real Kilencedik lemez - Las Palabras de Amor - Cool Cat Tizedik lemez - Calling All Girls - Put Out the Fire Tizenegyedik lemez - Back Chat - Staying Power Tizenkettedik lemez - Radio Ga Ga - I Go Crazy Tizenharmadik lemez - I Want to Break Free - Machines (or 'Back to Humans') |

## Külső hivatkozások
- Weboldal